# Karystos
Karystos (tiếng Hy Lạp: ?) là một khu tự quản ở vùng Trung Hy Lạp, Hy Lạp. Khu tự quản Karystos có diện tích 675 km², dân số theo điều tra ngày 18 tháng 3 năm 2001 là 13602 người.